# Distrito de Shunqui
El distrito de Shunqui es uno de los 9 distritos y la capital de la provincia de Dos de Mayo, que se encuentra en el departamento de Huánuco; bajo la administración del Gobierno regional de Huánuco, en la zona central del Perú.
Desde el punto de vista jerárquico de la Iglesia católica forma parte de la diócesis de Huánuco, sufragánea de la arquidiócesis de Huancayo.

## Historia
Fue creado mediante Ley de fecha 27 de marzo de 1935, en el segundo Gobierno del Presidente Manuel Prado Ugarteche.

## Geografía
Tiene una extensión de 32,26 km² y a una altitud de 3 545 m s. n. m.
Formada por Valles, Lomas y Cerros. Al pie se encuentra el río  Vizcarra.
- Norte: Pachas
- Sur: La Union
- Este: Sillapata
- Oeste: Ancash

## Autoridades

### Municipales
- 2011 - 2014[2]
  - Alcalde: Abel Eulogio Uzuriaga Velásquez, del Movimiento Político Hechos y No Palabras (HyNP).
  - Regidores:  Norma Mallqui Calixto (HyNP), Lincohol Huerta Álvarez (HyNP),  Carmen Rocano Melgarejo (HyNP), Crisanto Soto Primo (HyNP), Manuel Víctor Villadeza Garay (Perú Posible).[3]
- 2007 - 2010
  - Alcalde: Billy Mendoza Huarac, del Partido Acción Popular (AP).

### Policiales
- Comisario:  PNP.

### Religiosas
- Diócesis de Huánuco[4]
  - Obispo: Mons. Jaime Rodríguez Salazar, MCCJ.
- Parroquia
  - Párroco: Pbro. .

## Atractivos turísticos
Baile típico:
- Las Pallas de Shunqui
- PIzarro
- Los negritos de Shunqui

## Galería
- Wikimedia Commons alberga una categoría multimedia sobre Distrito de Shunqui.